# 武内進一
武内 進一（たけうち しんいち、1962年 - ）は、日本のアフリカ研究者、国際政治学者。専門は、アフリカ地域の政治、地域紛争、平和構築論。東京外国語大学現代アフリカ地域研究センター教授、博士（学術）。

## 経歴
兵庫県生まれ。1986年3月に東京外国語大学外国語学部フランス語学科卒業。
アジア経済研究所に入所し、中部アフリカ仏語圏諸国を担当する。1992年10月からコンゴ共和国の首都ブラザヴィルで主食であるキャッサバの生産・流通などについて調べていた。その後、政情悪化に伴って1994年4月からはガボンのリーブルヴィルに半年間滞在、その後帰国した。主任研究員、国際協力機構JICA研究所上席研究員を経て、2017年より、東京外国語大学現代アフリカ地域研究センター教授・センター長。
2005年3月に東京大学大学院総合文化研究科国際社会科学専攻博士課程を単位取得退学し、2008年に博士号を授与された。
2009年、第31回サントリー学芸賞（政治・経済部門）受賞。

## 著作
- 『現代アフリカの紛争と国家―ポストコロニアル家産制国家とルワンダ・ジェノサイド』、明石書店、2009年。

### 共著・編著
- 『紛争解決アフリカの経験と展望』、川端正久・武内進一・落合雄彦編、ミネルヴァ書房、2010年。
- 『アフリカから学ぶ』、峯陽一・武内進一・笹岡雄一編、有斐閣、2010年。
- 『.戦争と平和の間―紛争勃発後のアフリカと国際社会』、武内進一編、アジア経済研究所、2008年。
- 『朝倉世界地理講座―大地と人間の物語（11-12）アフリカ』、池谷和信・佐藤廉也・武内進一編、朝倉書店、2007年。
- 『国家・暴力・政治―アジア・アフリカの紛争をめぐって』、武内進一編、アジア経済研究所、2003年。
- 『現代アフリカの紛争―歴史と主体』、アジア経済研究所、2000年。
- 『アフリカのインフォーマル・セクター再考』、池野旬・武内進一編、アジア経済研究所、1998年。
- 『ジェノサイドと現代世界』、石田勇治共編、勉誠出版、2011

### 翻訳
- ジェラール・デシャイエ『農協企業のモデル的変革―ノルマンディ酪農連合の場合』、武内進一・天川直子訳、食料・農業政策研究センター、1992年。